# 矢崎航之介
矢崎 航之介（やざき こうのすけ、6月7日 - ）は、競技麻雀のプロ雀士。
日本プロ麻雀連盟所属。団体内の段位は四段。熊本県生まれ。妻は同団体の蒼木翔子。

## 獲得タイトル
- 第3期鷲和戦優勝[1]